# Episodi di FBI: Most Wanted (quinta stagione)
La quinta stagione della serie televisiva FBI: Most Wanted, composta da 13 episodi, è stata trasmessa negli Stati Uniti d'America dal canale CBS, dal 13 febbraio 2024 al 21 maggio 2024.
In Italia la stagione è stata trasmessa dal 4 settembre al 9 ottobre successivo su Italia 1.
| nº | Titolo originale     | Titolo italiano                | Prima TV USA     | Prima TV Italia   |
| -- | -------------------- | ------------------------------ | ---------------- | ----------------- |
| 1  | Above & Beyond       | Vittime dell'odio              | 13 febbraio 2024 | 4 settembre 2024  |
| 2  | Footsteps            | Sete di vendetta               | 20 febbraio 2024 | 4 settembre 2024  |
| 3  | Ghost in the Machine | Intelligenza artificiale       | 27 febbraio 2024 | 4 settembre 2024  |
| 4  | Hollow               | L'uomo vuoto                   | 12 marzo 2024    | 11 settembre 2024 |
| 5  | Desperate            | Genitori disperati             | 19 marzo 2024    | 11 settembre 2024 |
| 6  | Fouled Out           | Sogni infranti                 | 26 marzo 2024    | 18 settembre 2024 |
| 7  | Rendition            | La forza dell'odio             | 2 aprile 2024    | 18 settembre 2024 |
| 8  | Supply Chain         | Venditori di morte             | 9 aprile 2024    | 18 settembre 2024 |
| 9  | The Return           | Radici                         | 16 aprile 2024   | 2 ottobre 2024    |
| 10 | Bonne Terre          | Colpevole d'innocenza          | 23 aprile 2024   | 2 ottobre 2024    |
| 11 | Radio Silence        | Il coniglietto e il cacciatore | 7 maggio 2024    | 2 ottobre 2024    |
| 12 | Derby Day            | Partita segreta                | 14 maggio 2024   | 9 ottobre 2024    |
| 13 | Powderfinger         | L'insabbiamento                | 21 maggio 2024   | 9 ottobre 2024    |

## Vittime dell'odio
- Titolo originale: Above & Beyond
- Diretto da: Ken Girotti
- Scritto da: David Hudgins e Elizabeth Rinehart

### Trama
A Salisbury, in Virginia, un accordo tra un datore di lavoro della NASA e un attivista antigovernativo va a rotoli quando un uomo ubriaco interviene e viene ucciso. La Fugitive Task Force accoglie il suo nuovo membro che prende il posto di Gaines trasferitasi in Florida, Nina Chase, mentre si occupa di dare la caccia al compagno dell'impiegata, che ha cercato di assicurarsi il resto dei soldi dell'accordo. Tuttavia, viene ucciso in seguito quando cerca di scappare e il corpo dell'impiegata viene trovato nella sua barca. Si scopre che il gruppo antigovernativo sta pianificando un attacco di massa agli uffici dell'NRO hackerando un satellite e aumentando la pressione interna del gas per farlo esplodere. Barnes e Chase si uniscono alla SWAT per fermare l'hacking del satellite.
Scott si impegna per stabilire un legame con suo nipote Corey, ma diventa più determinato a riuscirci dopo aver frequentato la terapia. Inoltre, deve vedersela con Chase, che gli riferisce un pettegolezzo secondo cui lui avrebbe avuto una relazione sentimentale con Gaines.

## Sete di vendetta
- Titolo originale: Footsteps
- Diretto da: Milena Govich
- Scritto da: Richard Sweren

### Trama
L'agente in pensione della polizia di New York Michael O'Hearn e suo figlio Matthew vengono uccisi in un'autobomba e, qualche tempo dopo, un altro agente viene ferito da un'altra bomba, ma muore in seguito per le ferite. La "Fugitive Task Force" apprende da un ex collega di O'Hearn che lavoravano tutti per un'unità segreta, la "Ghost Squad", istituita dopo l'11 settembre per contrastare il terrorismo interno, e che avevano legami con un incidente che coinvolgeva la tortura del cittadino turco Kamal Berk a New Orleans. Il caso prende una piega personale per Cannon, quando scopre che suo padre, Ray Sr., ha interrogato Berk prima che la "Ghost Squad" prendesse il sopravvento e in seguito la CIA. Con l'aiuto della figlia perduta da tempo, Jeyla, Berk ha pianificato la sua vendetta contro coloro che lo hanno torturato. Arrivato alla residenza di Cannon, Cannon convince Berk, mentre Scott fa lo stesso con Jeyla. Alla fine Berk e Jeyla si arrendono. Cannon propone a Cora di andare a vivere insieme, cosa che lei accetta dopo aver conseguito la laurea in medicina. In seguito presenta lei e Caleb a suo padre mentre escono per giocare a bowling.
- Ascolti USA: telespettatori 4 930 000[3]
- Ascolti Italia: telespettatori 920 000 - share 6,70%[4]

## Intelligenza artificiale
- Titolo originale: Ghost in the Machine
- Diretto da: Peter Stebbings
- Scritto da: Ryan Causey

### Trama
La pornostar Poppy Lee viene uccisa dopo essere stata attirata in una stanza d'albergo con il pretesto di un incontro di lavoro. La "Fugitive Task Force" si ritrova a tuffarsi nel mondo dell'intelligenza artificiale quando scopre che l'immagine di Lee è stata usata per un'app di incontri gestita dalla AI. Quando il proprietario dell'azienda viene ucciso dall'AI, il team scopre che il suo sistema è stato violato dall'ex proprietario Geoff Sherman, che in origine aveva modellato l'AI sulla moglie defunta. Il team lo rintraccia fino alla sede centrale dell'azienda dopo che rapisce i suoceri, chiudendosi nella sala server con la cognata, con l'intenzione di caricare l'AI della moglie sul web. Non riuscendo a entrare, il team interrompe la corrente e negozia il rilascio della cognata, ma Sherman si suicida.
Gibson tiene un seminario a Quantico specializzato in competenze informatiche. Viene avvicinata dalla futura agente di sicurezza informatica Kat Vaughn, che ammira il suo lavoro. In seguito, quando il suo acquisto di un appartamento non va a buon fine, le permette di diventare la sua nuova compagna di stanza.
- Ascolti USA: telespettatori 4 670 000[5]
- Ascolti Italia: telespettatori 920 000 - share 6,70%[4]

## L'uomo vuoto
- Titolo originale: Hollow
- Diretto da: Jean de Segonzac
- Scritto da: Wendy West

### Trama
Quando una vittima sopravvive all'incontro con il presunto serial killer di Hollow Man ad Akwesasne, la squadra si unisce alla polizia tribale per dare la caccia all'assassino e porre fine alla sua follia omicida. Tuttavia, si scopre che il loro sospettato iniziale ha un alibi, il che li riporta al punto di partenza. Sono sorpresi di apprendere che l'assassino in seguito rapisce una donna indigena incinta, Maya Holt, rompendo il suo solito schema; e alla fine lo identificano come Hank Fuller, che ha conservato gli organi delle sue vittime nella speranza di curare il suo cancro. Si dirigono verso le terre selvagge invernali mentre Holt riesce a reagire e a liberarsi proprio mentre arrivano alla capanna di caccia in cui è tenuta. Inseguono Fuller nel deserto e scoprono la sua capanna omicida prima di ucciderlo. La squadra salva Holt dalla caduta da un dirupo e la porta in salvo. La relazione tra Barnes e Charlotte inizia a mostrare tensioni dovute ai carichi di lavoro di entrambi. Quando Barnes torna dal lavoro, scopre che Charlotte ha incontrato qualcun altro.
- Ascolti USA: telespettatori 4 950 000[6]
- Ascolti Italia: telespettatori 956 000 – 5,3% share[7]

## Genitori disperati
- Titolo originale: Desperate
- Diretto da: Ken Girotti
- Scritto da: Elizabeth Rinehart

### Trama
Un gruppo di dibattito del liceo e il loro insegnante vengono rapiti nelle zone rurali della Pennsylvania. La Fugitive Task Force affronta una dura battaglia per rassicurare i genitori degli adolescenti scomparsi, ma le cose prendono una brutta piega quando una coppia di genitori decide di pagare il riscatto, ritrovando in cambio un orecchio mozzato del loro figlio. Il padre del ragazzo rivela anche di essere stato coinvolto nel rapimento al fine di gestire i debiti della sua attività, e di aver assunto agenti per ricattare le aziende affinché vendessero. La squadra rintraccia gli adolescenti scomparsi in una miniera di carbone, ma scopre che l'insegnante è già stato ucciso. Quando una galleria della miniera crolla, la squadra riesce a portare i ragazzi comunque in salvo.
Scott scopre che Corey è stato sfrattato dal suo appartamento perché non ha pagato l'affitto e gli permette di restare a casa sua finché non riesce a trovare un nuovo posto. Con suo disappunto, apprende anche che Corey ha abbandonato la facoltà di medicina, mentre la madre del ragazzo accusa Remy di volersi sostituire a lei.
- Ascolti USA: telespettatori 4 740 000[8]
- Ascolti Italia: telespettatori 811 000 – 5,1% share[7]

## Sogni infranti
- Titolo originale: Fouled Out
- Diretto da: Corey Bowles
- Scritto da: D. Dona Le

### Trama
L'ex giocatore di basket Manny Hayesman spara in un bar presso la Tobin University a Wolf Den, in seguito uccide altre persone prima di scappare. Più tardi prende in ostaggio un dirigente e viene a sapere del coinvolgimento del suo allenatore in uno scandalo di corruzione nel mondo del basket. La squadra sbroglia una complicata rete di segreti che lega l'allenatore a un famoso giocatore di basket, Walt Felton, che ha nominato il suo allenatore come proprio esecutore testamentario. Sia Manny che l'allenatore si rivelano cospiratori contro Felton per impossessarsi della sua eredità dopo averlo ucciso. Mentre Manny prende in ostaggio l'allenatore e Felton minacciandoli con una pistola, la squadra rivela al ragazzo la trama della cospirazione. Manny alla fine si arrende lasciando a terra la pistola, ma l'allenatore la afferra e, in una colluttazione con il ragazzo, parte un colpo uccidendo il coach.
Intanto Barnes e Charlotte partecipano a una terapia di coppia in seguito all'infedeltà di Charlotte. Barnes e Scott si incontrano per un drink e condividono le loro esperienze e sfide in questioni familiari.
- Ascolti USA: telespettatori 4 490 000[9]
- Ascolti Italia: telespettatori 703 000 – share 4,80%[10]

## La forza dell'odio
- Titolo originale: Rendition
- Diretto da: Sharon Lewis
- Scritto da: David Hudgins e Chris Salmanpour

### Trama
Nel New Jersey quattro detective vengono uccisi a colpi di arma da fuoco dai membri della gang di un russo, Vasil, durante il trasferimento del diciannovenne Bora Allard. La squadra scopre che Allard è in realtà il figlio del killer ed ex braccio destro di Vasil Danil Khadiyev, recentemente rilasciato sulla parola. Khadiyev sta tuttavia lavorando sotto pressione da parte del boss Vasil, Anatoly, che cerca di uccidere suo nipote Verkha e usa Bora come leva. Il caso si complica ulteriormente quando scoprono che Bora è stato incastrato per aver ucciso un testimone dell'omicidio di sua madre. Anatoly invia suo figlio a uccidere Khadiyev, Bora e Verkha, quando quest'ultimo cerca di aiutarli a fuggire dal Paese. Quando l'accordo tra loro e il figlio di Anatoly va a rotoli, Bora scappa e cerca di uccidere Anatoly per vendicare l'omicidio di sua madre. Scott riesce a convincerlo ad arrendersi e Anatoly viene arrestato.
Intanto Scott riesce a convincere Corey a rimettere in sesto la sua vita, che sta trascorrendo nell'ozio dopo aver lasciato l'università. Il ragazzo capisce che non può approfittare dell'ospitalità dello zio e decide di partire in un viaggio per ritrovare serenità a chiarezza per cosa fare in futuro.
- Ascolti USA: telespettatori 4 980 000[11]
- Ascolti Italia: telespettatori 676 000 – share 4,50%[10]

## Venditori di morte
- Titolo originale: Supply Chain
- Diretto da: Lisa Robinson
- Scritto da: Richard Sweren

### Trama
Kelli Parkman rapisce gli adolescenti Jayden Rainey e Max Langella, chiedendo a quest'ultimo di condurla dal suo fornitore di fentanyl, Donnie Tyson. La squadra scopre che il figlio di Kelli, Isaac, è morto per overdose e lei pensa che la polizia la incolpi della sua morte. Tyson indica a Kelli il suo fornitore, Parnell Vance che lei riesce a fare prigioniero, ma lui riesce a liberarsi. Il capo di Vance ordina al marito di Kelli di procurarsi 400 000 dollari per pagare il loro acquirente, la gang LS-19, ma la squadra di Scott intercetta l'uomo. Scott si presenta sul luogo dello scambio spacciandosi per il marito di Kelli, assicurando l'arresto di entrambi una volta effettuato il trasferimento. Nonostante le sue buone intenzioni di rendere giustizia al figlio, Kelli viene arrestata per omicidio.
Chase e Scola si scontrano su come crescere il figlio Douglas, poiché la neo mamma si sta rivelando un po' troppo ossessiva nei confronti della salute e del benessere del piccolo. Chase chiede consiglio a Barnes, che le dice di non esagerare con il suo approccio genitoriale.
- Ascolti USA: telespettatori 4 660 000[12]
- Ascolti Italia: telespettatori 570 000 – share 5,20%[10]

## Radici
- Titolo originale: The Return
- Diretto da: Ken Girotti
- Scritto da: Khalid A. Moalim

### Trama
Nel Connecticut un camion che trasporta preziose opere d'arte nigeriane viene rubato e le guardie vengono uccise.
La Fugitive Task Force inizialmente elabora una teoria basandosi sul background della direttrice del museo, Alicia Foreman, nigeriana di origine e attivista riguardo al furto e la restituzione di opere d'arte del suo Paese di origine: infatti Remy e i suoi colleghi scoprono che era coinvolta in un giro di corruzione, insieme al suo fidanzato e all'assistente di un donatore del museo. Tuttavia, il caso prende una piega diversa quando scoprono che il signore della guerra nigeriano Bankole Udoji si è spacciato per il padre biologico di Alicia e ha usato la sua conoscenza dei manufatti per rubarli e venderli a un commerciante russo per finanziare un colpo di Stato nel suo paese d'origine.
La squadra intercetta lo scambio mentre il fidanzato di Alicia e Udoji incontrano il loro commerciante e fuggono. Cannon e Chase riescono a neutralizzare Udoji dopo un difficile confronto.
Intanto Cannon pensa di fare una proposta a Cora e condivide il suo piano con suo padre, che gli regala un anello di fidanzamento appartenuto alla sua famiglia da generazioni. Dopo una cena, Cannon fa la proposta a Cora e lei accetta.
- Ascolti USA: telespettatori 5 030 000[13]
- Ascolti Italia: telespettatori 987 000 – share 5,2%[14]

## Colpevole d'innocenza
- Titolo originale: Bonne Terre
- Diretto da: Peter Stebbings
- Scritto da: David Hudgins e Wendy West

### Trama
Il giudice Wade Gimball e sua moglie vengono uccisi nella loro casa di Westchester, e in seguito anche la sua assistente. La squadra scopre che l'assistente aveva ricattato un ex sospettato, Curt Rowan, in un caso che coinvolgeva due ragazze assassinate durante una festa a Saint Louis, omicidio però confessato da Emmett Allen, un ragazzo con un lieve ritardo mentale a cui la polizia aveva estorto la dichiarazione. Per questo motivo il ragazzo deve essere giustiziato a Bonne Terre, nel Missouri, nonostante nuove prove suggeriscano la sua innocenza. Scott lavora l'avvocato della difesa, Abby Deaver, per convincere il giudice a prendere in considerazione le nuove prove, ma si rivela inutile. Il resto della squadra insegue Rowan fino a New York, dove viene successivamente arrestato e gli vengono prelevati campioni di DNA, che trovano riscontro. L'esecuzione di Allen, tramite iniezione letale, subisce dei ritardi perché il boia non riesce a trovare una vena in cui inserire l'ago e questo si rivela miracolosamente la salvezza di Emmett: infatti Scott e Deaver riescono a sottoporre al governatore le nuove prove e questo concede l'amnistia.
Scott e Deaver si dirigono in un motel in seguito per una serata romantica, mentre Gibson conosce durante il suo volo di ritorno un marshall.
- Ascolti USA: telespettatori 5 110 000[15]
- Ascolti Italia: telespettatori 847 000 – share 5,1%[14]

## Il coniglietto e il cacciatore
- Titolo originale: Radio Silence
- Diretto da: Cory Bowles
- Scritto da: Elizabeth Rinehart e D. Dona Le

### Trama
Due agenti della polizia di New York vengono colpiti mentre rispondono a una rapina in un negozio di alimentari. Poco dopo, un'altra coppia di agenti viene colpita mentre risponde a una chiamata. La squadra lavora con l'86º distretto per identificare e catturare l'assassino. In seguito, la squadra identifica l'assassino in Sean Brennan, un agente in pensione il cui figlio era anche lui un poliziotto, che si è suicidato. Scoprono che il figlio aveva preso posizione contro il bullismo di cui era vittima, ma le sue denunce al proprio supervisore non solo erano cadute nel vuoto, ma anche i colleghi avevano preso a non aiutarlo quando lui chiedeva rinforzi. Brennan rapisce l'ex partner e il supervisore di suo figlio e li fa combattere fino alla morte. Uno di loro muore, e muore anche Sean; quando arrivano la squadra di Remy e la polizia, arrestano il poliziotto superstite con la scusa di aver ucciso gli altri due, ma anche per punirlo per come aveva trattato il figlio di Sean.
Barnes scopre che Charlotte vuole il divorzio e la custodia dei bambini, e che progetta di accettare un nuovo lavoro da avvocato a Washington DC. Barnes fa un ultimo appello affinché rimanga con lei, dopo essere stata ricoverata in ospedale a seguito di una sparatoria mentre era in servizio.
- Ascolti USA: telespettatori 4 530 000[16]
- Ascolti Italia: telespettatori 679 000 – share 5,3%[14]

## Partita segreta
- Titolo originale: Derby Day
- Diretto da: Jean de Segonzac
- Scritto da: Chris Salmanpour e Ryan Causey

### Trama
L'informatore della mafia Jimmy Nando viene torturato e ucciso da una donna che ha invitato a casa e dal suo complice. La squadra e la polizia sospettano che gli assassini fossero sicari esterni assoldati dalla mafia per uccidere lo scomodo testimone, e in seguito il duo uccide il suo avvocato, recuperando un registro compromettente appartenente al boss mafioso. Remy e la sua squadra seguono la coppia ad Atlantic City, dove apprendono che Nando è stato ucciso per recuperare i progetti di un casinò di proprietà del signor Denello. Inizialmente sospettano che gli assassini stiano per rapinare il caveau del casinò, ma in seguito scoprono che la donna, Alice Thibodeuax, sta cercando vendetta contro Denello per aver ucciso suo padre in un incidente stradale. La squadra riesce a fermarla prima che possa essere uccisa, ma arresta anche Denello per l'incidente stradale.
Intanto Gibson approfondisce la sua conoscenza con Ethan McPherson e lo invita a casa per cucinare e bere qualcosa e finiscono col passare una serata in piacevole compagnia di Cannon e Cora, capitati lì per caso.
- Ascolti USA: telespettatori 4 550 000[17]
- Ascolti Italia: telespettatori 940 000 – share 5,1%[18]

## L'insabbiamento
- Titolo originale: Powderfinger
- Diretto da: Ken Girotti
- Scritto da: David Hudgins e Wendy West

### Trama
Un aereo da trasporto di prigionieri precipita fuori Harrisburg, in Pennsylvania, con un detenuto che scappa prima di morire, invece una giornalista del New York Times viene portata fuori strada e uccisa, e un uomo di nome William Barlowe uccide il suo vecchio supervisore e un investigatore dell'NTSB in uno stabilimento aerospaziale della Gaskins. Gli eventi culminanti portano la squadra e la polizia di New York a scoprire che c'é una bomba al cesio radioattivo su un autobus e nel quartiere aerospaziale di New York. Cannon e due unità fermano un sicario assunto dalla Gaskins Aerospace, invece Barlowe mentre si arrende viene contaminato e si scopre che lavorava per Gaskins ed è stato licenziato per aver denunciato perdite radioattive dai misuratori di portata sulle parti da loro realizzate, il che ha portato al suo licenziamento. Alla fine, la squadra arresta l'amministratore delegato di Gaskins mentre stava fuggendo per il Brasile. Mentre Barnes si riprende gradualmente dalle ferite riportate durante il caso Brennan, la squadra partecipa al matrimonio di Cannon e Cora, dove anche Cannon Sr., sorprende tutti con una band del loro paese.
- Ascolti USA: telespettatori 4 120 000[19]
- Ascolti Italia: telespettatori 764 000 – share 5,1%[18]